# Nadija Tkačenková
Nadija Volodymyrivna Tkačenková, později Sapronovová (ukrajinsky Надія Володимирівна Ткаченко, (Сапронова), rusky Надежда Владимировна Ткаченко – Nadežda Vladimirovna Tkačenková; * 19. září 1948 Kremenčuk, Ukrajinská SSR) je bývalá sovětská atletka ukrajinské národnosti, olympijská vítězka a mistryně Evropy v pětiboji.

## Kariéra
V roce 1973 získala na světové letní univerziádě v Moskvě zlatou medaili (4 629 bodů). O rok později vybojovala v Římě výkonem 4 776 bodů titul mistryně Evropy v pětiboji (100 m překážek, vrh koulí, skok do výšky, skok daleký, běh na 200 m). Zlatou medaili původně vybojovala rovněž na evropském šampionátu v Praze, který se v roce 1978 konal na strahovském stadionu Evžena Rošického. Kvůli dopingu však medaili vrátila.
Na Letních olympijských hrách v Moskvě v roce 1980 se stala poslední olympijskou vítězkou v atletickém pětiboji (100 m překážek, vrh koulí, skok do výšky, skok daleký, běh na 800 m), když celkově získala 5 083 bodů. Tímto výkonem vytvořila nový světový a olympijský rekord. Oba rekordy jsou dodnes v platnosti. Na následujících olympijských hrách v Los Angeles v roce 1984 již ženy závodily v sedmiboji.